# Raoul Dandurand

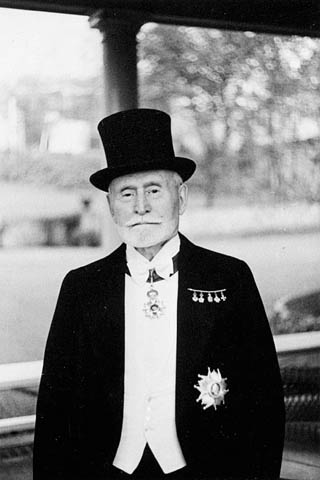
Raoul Dandurand

Raoul Dandurand, PC (* 4. November 1861 in Montreal; † 11. März 1942) war ein kanadischer Rechtsanwalt und Politiker der Liberalen Partei Kanadas, der unter anderem zwischen 1898 und seinem Tode 1942 mehr als 44 Jahre lang Senator für Québec sowie von 1905 bis 1909 Sprecher des Senats war. Er war des Weiteren im 12. kanadischen Kabinett (von 1921 bis 1926), im 14. Kabinett (von 1926 bis 1930) sowie im 16. Kabinett (von 1935 bis zu seinem Tode 1942) jeweils Minister ohne Geschäftsbereich.

## Leben

### Rechtsanwalt, Senator und Sprecher des Senats
Raoul Dandurand absolvierte ein Studium der Rechtswissenschaften an der Universität Laval und war danach als Rechtsanwalt tätig. Am 22. Januar 1898 wurde er als Vertreter der Liberalen Partei Kanadas von Premierminister Wilfrid Laurier zum Senator für die Region De Lorimier in Québec ernannt und gehörte diesem zwischen der achten und der 19. Legislaturperiode bis zu seinem Tode am 11. März 1942 mehr als 44 Jahre lang ununterbrochen an. Während seiner Senatszugehörigkeit war er Mitglied zahlreicher Ständiger Ausschüsse und unter anderem in der neunten Legislaturperiode (1900 bis 1904) zeitweise Vorsitzender des Ständigen Ausschusses für verschiedene private Gesetzesentwürfe. In der zehnten Legislaturperiode (1904 bis 1908) fungierte er als Vorsitzender der Gemeinsamen Parlamentsausschüsse für die Parlamentsbibliothek sowie für das Parlamentsrestaurant. Als Nachfolger von Lawrence Geoffrey Power wurde er am 9. Januar 1905 Sprecher des Senats und bekleidete das Amt des Präsidenten dieser Kammer bis zum 13. Januar 1909, woraufhin James Kirkpatrick Kerr seine Nachfolge antrat. In der 13. Legislaturperiode (1913 bis 1917) hatte er zeitweise das Amt als Vorsitzender des Ständigen Ausschusses für Debatten und Berichterstattung inne, während er in der 14. Legislaturperiode (1917 bis 1921) Vorsitzender des Auswahlausschusses war. Aufgrund eines Auslandsaufenthalts von Hewitt Bostock war er 1919 zudem kommissarischer Oppositionsführer (Leader of the Opposition in the Senate) im Senat. Zu Beginn der 15. Legislaturperiode (1921 bis 1926) verblieb er zunächst Vorsitzender des Auswahlausschusses.

### Minister im Bundeskabinett, Führer der Regierungsfraktion und Oppositionsführer

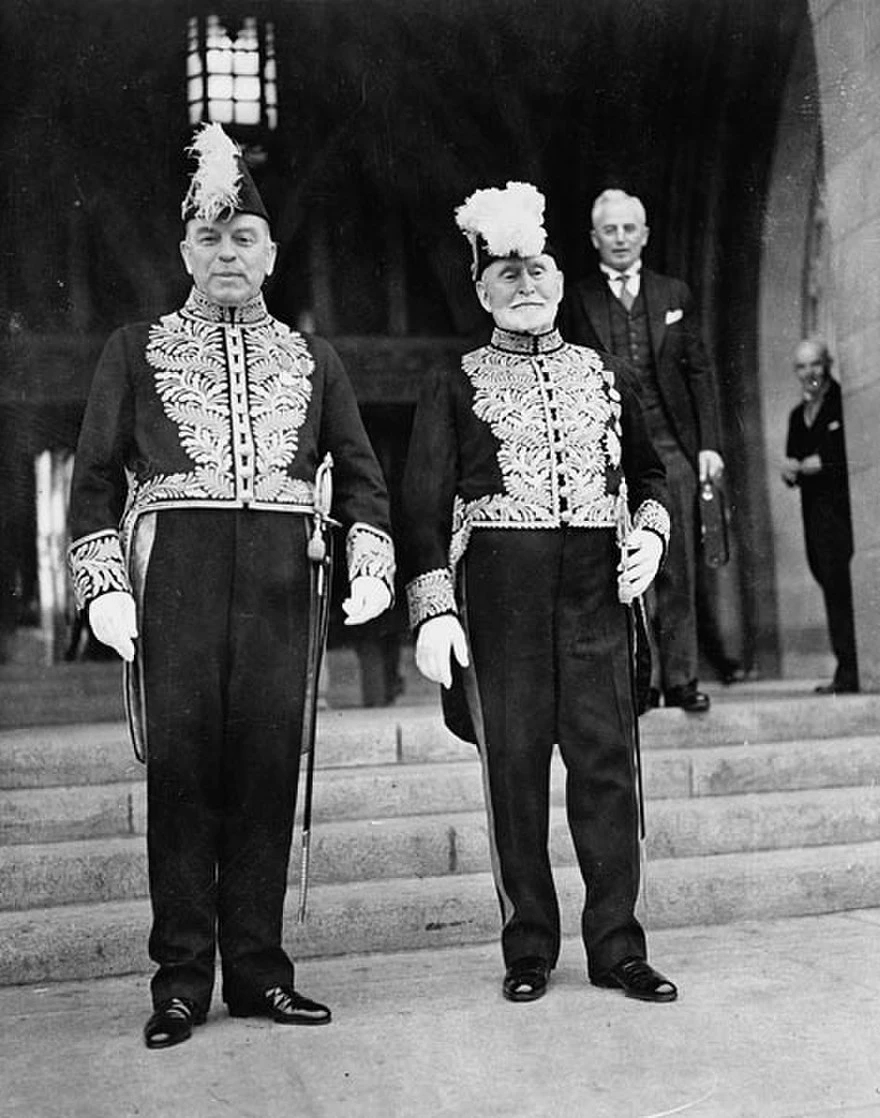
Dandurand (rechts) mit Premierminister William Lyon Mackenzie King (1939).

Am 29. Dezember 1921 wurde Dandurand im 12. kanadischen Kabinett von Premierminister William Lyon Mackenzie King erstmals Minister ohne Geschäftsbereich und war in dieser Funktion zugleich bis zum 28. Juni 1926 zum ersten Mal Führer der Regierungsfraktion (Leader of the Government in the Senate). Im Anschluss fungierte er zwischen dem 29. Juni bis zum 25. September 1926 wiederum als Oppositionsführer im Senat. Danach wurde er am 25. September 1926 im 14. kanadischen Kabinett von Premierminister King erneut Minister ohne Geschäftsbereich und Führer der Regierungsfraktion im Senat und hatte diese Ämter bis zum 6. August 1930 inne. Zugleich war er in dieser 16. Legislaturperiode abermals Vorsitzender des Auswahlausschusses. In der 17. Legislaturperiode bekleidete er vom 7. August 1930 bis zum 23. Oktober 1935 dann wieder die Funktion als Oppositionsführer.
Raoul Dandurand wurde schließlich am 23. Oktober 1935 im 16. kanadischen Kabinett von Premierminister King wieder Minister ohne Geschäftsbereich und Führer der Regierungsfraktion im Senat und bekleidete diese Ämter bis zu seinem Tode am 11. März 1942. Während der 17. , 18. und 19. Legislaturperiode gehörte er zwischen 1930 und 1942 zudem wieder zahlreichen Ständigen Ausschüssen an. Nach seinem Tode wurde sein Parteifreund James Horace King neuer Führer der Regierungsfraktion im Senat.
Dandurand war seit 1886 mit der Journalistin, Schriftstellerin und Frauenrechtlerin Joséphine Marchand (1861–1925) verheiratet, deren Vater Félix-Gabriel Marchand (1832–1900) von 1897 bis zu seinem Tode am 25. September 1900 Premierminister von Québec war. Nach seinem Tode wurde er auf dem Friedhof Notre-Dame-des-Neiges in Montreal beigesetzt.

## Veröffentlichungen
- Traité théorique et pratique de droit criminel, comprenant la nature, les caractères essentiels et la division des crimes, les règles relatives à la responsabilité pénale et à la complicité, les offenses statutaires et de droit commun, la procédure régulière et la procédure sommaire, Mitautor Charles Lanctôt, Montreal 1890
- Manuel du juge de paix. Comprenant la nature des fonctions du juge de paix, la procédure régulière et la procédure sommaire, la résponsabilité des juges de paix, les recours contre leurs jugements, le cautionnement pour garder la paix, la prevue en matière criminelle, etc. : avec renvois aux auteurs canadiens et anglais, Mitautor Charles Lanctôt, Montreal 1891

## Hintergrundliteratur
- Marcel Hamelin (Herausgeber): Raoul Dandurand, le sénateur-diplomate. Mémoires, 1861–1942, Sainte-Foy 2000

## Weblink
- The Right Hon. Raoul Dandurand, P.C., Senator. Parlament von Kanada (englisch).